# والتر بريزويلا
والتر بريزويلا (بالإسبانية: Walter Brizuela)‏ هو لاعب كرة قدم أرجنتيني، ولد في 16 فبراير 1981 في بوينس آيرس في الأرجنتين. لعب مع ألماجرو.